# ネフェルティティ (久保田早紀のアルバム)
『ネフェルティティ』は、1983年4月21日にリリースされた久保田早紀（現・久米小百合）の6枚目のアルバム。発売元はCBS・ソニー。

## 背景
アルバム・タイトルにもなった「ネフェルティティ」とは、古代エジプトの王アメンホテプ4世の正妃の名であり、美しい容姿を持った女性でその生涯は謎に包まれた人物として知られる。当時久保田は聖書を読み始めた頃で、それまで同書にはキリストの聖地しか出て来ないと思っていたが、自分の好きだったエジプト、トルコ、ギリシャなどについての記述もあり、非常に驚くと同時に新鮮に感じたという。このことがきっかけとなり、エジプトのことを色々と調べるうちにネフェルティティのことを知り、何か曲を作りたいという感じになったと話している。
久保田はアルバムの制作に入る前、地声でハーモニーを奏でるブルガリアン・ヴォイスのシンガーたちの歌声を聴く機会があり、非常に感動してその世界観を知りたくなったという思いと、「とにかく一人になりたかった」という気持からヨーロッパとアジアの合流地点でもあるブルガリアへ旅に出ている。この″歌の旅″で得たものは本作にも影響を与え、エジプトのほかシディ・ブ・サイド、ソフィア、ジャワなどを舞台にした楽曲を制作している。
先行シングルの「愛の時代」を収録しており、全曲のアレンジは若草恵が担当している。
久保田のデビュー40周年を記念し発売されたアニヴァーサリーBOX『Saki Kubota PREMIUM』には、「愛の時代」のB面曲で本作には未収録となった「ルシアン」がボーナス・トラックとして追加収録された。

## 収録曲

### LP／CT
| 全作曲: 久保田早紀、全編曲: 若草恵。 |                      |            |            |      |
| #                                    | タイトル             | 作詞       | 作曲・編曲 | 時間 |
| 1.                                   | 「ネフェルティティ」 | 久保田早紀 | 久保田早紀 | 3:54 |
| 2.                                   | 「ジプシー」         | 久保田早紀 | 久保田早紀 | 5:21 |
| 3.                                   | 「ソフィア発」       | 久保田早紀 | 久保田早紀 | 4:19 |
| 4.                                   | 「砂の城」           | 川田多摩喜 | 久保田早紀 | 5:26 |
| 合計時間:                            | 合計時間:            | 合計時間:  | 19:00      |      |

| 全作曲: 久保田早紀、全編曲: 若草恵。 |                    |                        |            |      |
| #                                    | タイトル           | 作詞                   | 作曲・編曲 | 時間 |
| 1.                                   | 「ジャワの東」     | 久保田早紀             | 久保田早紀 | 4:48 |
| 2.                                   | 「肌寒い午後の日」 | 川田多摩喜             | 久保田早紀 | 3:54 |
| 3.                                   | 「愛の時代」       | 久保田早紀・川田多摩喜 | 久保田早紀 | 4:09 |
| 4.                                   | 「冬の湖」         | 久保田早紀             | 久保田早紀 | 2:52 |
| 5.                                   | 「最終便」         | 久保田早紀             | 久保田早紀 | 3:40 |
| 合計時間:                            | 合計時間:          | 合計時間:              | 19:23      |      |

### CD
| 全作曲: 久保田早紀、全編曲: 若草恵。 |                      |                        |            |      |
| #                                    | タイトル             | 作詞                   | 作曲・編曲 | 時間 |
| 1.                                   | 「ネフェルティティ」 | 久保田早紀             | 久保田早紀 | 3:54 |
| 2.                                   | 「ジプシー」         | 久保田早紀             | 久保田早紀 | 5:21 |
| 3.                                   | 「ソフィア発」       | 久保田早紀             | 久保田早紀 | 4:19 |
| 4.                                   | 「砂の城」           | 川田多摩喜             | 久保田早紀 | 5:26 |
| 5.                                   | 「ジャワの東」       | 久保田早紀             | 久保田早紀 | 4:48 |
| 6.                                   | 「肌寒い午後の日」   | 川田多摩喜             | 久保田早紀 | 3:54 |
| 7.                                   | 「愛の時代」         | 久保田早紀・川田多摩喜 | 久保田早紀 | 4:09 |
| 8.                                   | 「冬の湖」           | 久保田早紀             | 久保田早紀 | 2:52 |
| 9.                                   | 「最終便」           | 久保田早紀             | 久保田早紀 | 3:40 |

| #         | タイトル     | 作詞       | 作曲・編曲 | 編曲     | 時間 |
| --------- | ------------ | ---------- | ---------- | -------- | ---- |
| 10.       | 「ルシアン」 | 久保田早紀 | 久保田早紀 | 船山基紀 | 4:09 |
| 合計時間: | 合計時間:    | 合計時間:  | 合計時間:  | 42:54    |      |

## シングル

### 概要
アルバム『ネフェルティティ』からの先行シングル。B面曲「ルシアン」は、木元ゆうこがアルバム『矛盾期』でカバーしている。

### 収録曲
1. 愛の時代（4:09）
作詞：久保田早紀・川田多摩喜 / 作曲：久保田早紀 / 編曲：若草恵
2. ルシアン（4:09）
作詞：久保田早紀 / 作曲：久保田早紀 / 編曲：船山基紀

## 参考資料
- 久保田早紀『Saki Kubota PREMIUM』（ブックレット）ソニー・ミュージックエンタテインメント、2020年1月31日。DQCL-772。